# بریگز و استراتن
ابرشرکت بریگز و استراتن یک ابرشرکت آمریکایی سازنده موتورهای دیزلی و موتورهای بنزینی است که در فهرست فورچون ۱۰۰ قرار دارد و دفتر مرکزی آن در واواتوسا، ویسکانسین قرا گرفته‌است.
تولید موتور این ابرشرکت به‌طور میانگین ۱۰ میلیون دستگاه در سال ۲۰۱۵ برآورد شده‌است.